# NGC 3995
NGC 3995 (другие обозначения — UGC 6944, IRAS11550+3234, MCG 6-26-61, ARP 313, ZWG 186.75, VV 249, KUG 1155+325B, PGC 37624) — галактика в созвездии Большая Медведица.
Это один их крупнейших представителей магеллановых спиральных галактик, то есть галактик с единственным спиральным рукавом. 
Этот объект входит в число перечисленных в оригинальной редакции «Нового общего каталога».
В галактике вспыхнула сверхновая SN 2000ez типа II, её пиковая видимая звездная величина составила 16,8.
В галактике вспыхнула сверхновая SN 1988ac, её пиковая видимая звездная величина составила 16,5.
Галактика NGC 3995 входит в состав группы галактик NGC 3995. Помимо NGC 3995 в группу также входят ещё 10 галактик.